# Vuelta a Asturias
A Vuelta a Asturias egy profi országúti kerékpárverseny, mely 1925 óta kerül megrendezésre, a Spanyolország beli Asztúriai Hercegségben. Az első versenyt a spanyol Segundo Barruetabeña nyerte, jelenlegi címvédő a szintén spanyol Francisco Mancebo.

## Dobogósok
| Év   | Győztes                         | Második                        | Harmadik                   |         |
| ---- | ------------------------------- | ------------------------------ | -------------------------- | ------- |
| 1925 | Segundo Barruetabeña            | Victor Rojo                    | Manuel Castro              |         |
| 1926 | Ricardo Montero                 | Muç Miquel                     | Manuel Castro              |         |
| 1927 | Muç Miquel                      | Ricardo Montero                | Mariano Cañardo            |         |
| 1928 | Ricardo Montero                 | Mariano Cañardo                | Joan Mateu Ribé            |         |
| 1947 | Emilio Rodríguez                | Senén Blanco                   | Senén Mesa Fernández       |         |
| 1950 | Miquel Gual Bauzà               | Senén Mesa Fernández           | Andreu Trobat García       |         |
| 1953 | Antonio Gelabert                | Pedro Sant                     | Vicente Iturat             |         |
| 1954 | Bernardo Ruiz                   | Dalmacio Langarica             | Manuel Rodríguez Barros    |         |
| 1955 | Federico Bahamontes             | Francesc Alomar Florit         | Gabriel Company            |         |
| 1956 | Emilio Hernán Díaz Herrera      | Antonio Suárez                 | Andreu Trobat García       |         |
| 1957 | Federico Bahamontes             | René Marigil                   | Antonio Suárez             |         |
| 1968 | Jesús Manzaneque                | Luis Balagué                   | Enrique Sanchidrián        |         |
| 1969 | Andrés Oliva                    | Enrique Sahagún                | José Manuel Fuente         |         |
| 1970 | Antonio Martos Aguilar          | Francisco Javier Galdeano      | Antonio Menéndez           |         |
| 1971 | Eduard Castelló i Vilanova      | José Gómez del Moral           | Juan Santiago Zurano Jerez |         |
| 1972 | Agustín Tamames                 | Jose Luis Viejo                | José Grande Sánchez        |         |
| 1973 | Jesús Manzaneque                | José Pesarrodona               | Pedro Torres               |         |
| 1974 | Juan Manuel Santisteban Lapeire | Agustín Tamames                | José Martins Freitas       |         |
| 1975 | Miguel María Lasa               | José Antonio González Linares  | Luis Ocaña                 |         |
| 1976 | Santiago Lazcano                | Jose Luis Viejo                | Domingo Perurena           |         |
| 1977 | Vicente López Carril            | José Nazabal                   | Klaus-Peter Thaler         |         |
| 1978 | Enrique Martínez Heredia        | Bernardo Alfonsel              | José Enrique Cima Prado    |         |
| 1979 | Alberto Fernández Blanco        | Faustino Fernández Ovies       | Ángel Arroyo               |         |
| 1980 | Faustino Rupérez                | Ángel Arroyo                   | Juan Pujol                 |         |
| 1981 | Ángel Arroyo                    | Eduardo Chozas                 | Pedro Muñoz                |         |
| 1982 | Jeronimo Ibáñez Escribano       | Faustino Rupérez               | Álvaro Pino                |         |
| 1983 | Pedro Muñoz                     | Álvaro Pino                    | Faustino Rupérez           |         |
| 1984 | Faustino Rupérez                | Alberto Fernández Blanco       | Jesús Ignacio Ibáñez Loyo  |         |
| 1985 | Jesús Blanco Villar             | Reimund Dietzen                | Ángel Camarillo            |         |
| 1986 | Jesús Rodríguez Magro           | Vicente Belda                  | Guillermo Arenas           |         |
| 1987 | Iñaki Gastón                    | Julián Gorospe                 | Anselmo Fuerte             |         |
| 1988 | Rolf Gölz                       | Federico Echave                | Jaanus Kuum                |         |
| 1989 | Gert-Jan Theunisse              | Jaanus Kuum                    | Álvaro Pino                |         |
| 1990 | Raúl Alcalá                     | Miguel Indurain                | Javier Murguialday         |         |
| 1991 | Piotr Ugrumov                   | Jesús Rodríguez Magro          | Erik Breukink              |         |
| 1992 | Alex Zülle                      | Tony Rominger                  | Jesús Montoya              |         |
| 1993 | Erik Breukink                   | Peter Meinert Nielsen          | Pedro Delgado              |         |
| 1994 | Abraham Olano                   | Pedro Delgado                  | Félix García Casas         |         |
| 1995 | Beat Zberg                      | Íñigo Cuesta                   | Miguel Indurain            |         |
| 1996 | Miguel Indurain                 | Fernando Escartín              | Marcelino García           |         |
| 1997 | Manuel Fernández Ginés          | Abraham Olano                  | Fernando Escartín          |         |
| 1998 | Laurent Jalabert                | José María Jiménez             | Santiago Blanco Gil        |         |
| 1999 | Juan Carlos Domínguez           | Roberto Laiseka                | Fernando Escartín          |         |
| 2000 | Joseba Beloki                   | Alberto López de Munain        | Igor González de Galdeano  |         |
| 2001 | Juan Carlos Domínguez           | Joan Horrach                   | Alex Zülle                 |         |
| 2002 | Leonardo Piepoli                | David Bernabeu                 | Joseba Beloki              |         |
| 2003 | Fabian Jeker                    | Juan Miguel Mercado            | Hernán Buenahora           |         |
| 2004 | Iban Mayo                       | Félix Cárdenas                 | Haimar Zubeldia            |         |
| 2005 | Adolfo García Quesada           | Samuel Sánchez                 | Giampaolo Cheula           |         |
| 2006 | Óscar Sevilla                   | Eladio Jiménez                 | Luca Mazzanti              |         |
| 2007 | Koldo Gil                       | Alberto Fernández de la Puebla | John-Lee Augustyn          |         |
| 2008 | Ángel Vicioso                   | Xavier Tondo                   | Bruno Pires                |         |
| 2009 | Francisco Mancebo               | Tiago Machado                  | Javier Moreno              |         |
| 2010 | Fabio Duarte                    | Beñat Intxausti                | Ezequiel Mosquera          |         |
| 2011 | Javier Moreno                   | Sérgio Sousa                   | Hernâni Brôco              |         |
| 2012 | Beñat Intxausti                 | David de la Cruz               | Rémy Di Grégorio           |         |
| 2013 | Amets Txurruka                  | Mikel Landa                    | Javier Moreno              |         |
| 2015 | Igor Antón                      | Amets Txurruka                 | Jesús Herrada              |         |
| 2016 | Hugh Carthy                     | Sergio Pardilla                | Daniel Moreno              |         |
| 2017 | Nairo Quintana                  | Óscar Sevilla                  | João Benta                 |         |
| 2018 | Richard Carapaz                 | Jonathan Caicedo               | Ricardo Mestre             |         |
| 2019 | Richard Carapaz                 | Krists Neilands                | Alekszandr Vlaszov         |         |
| 2020 | törölve                         | törölve                        | törölve                    | törölve |
| 2021 | Nairo Quintana                  | Antonio Pedrero                | Pierre-Roger Latour        |         |
| 2022 | Iván Sosa                       | Lorenzo Fortunato              | Nicolas Edet               |         |
| 2023 | Lorenzo Fortunato               | Einer Rubio                    | Iván Sosa                  |         |
| 2024 | Isaac Del Toro                  | Rafał Majka                    | Eric Fagúndez              |         |
| 2025 |                                 |                                |                            |         |